# Swingin’ Ape Studios
Swingin’ Ape Studios – amerykańska firma produkująca gry komputerowe, od 2005 roku będąca częścią Blizzard Entertainment.

## Historia
Firma Swingin 'Ape Studios została założona w lipcu 2000 roku przez Steve’a Rancka, Mike’a Staricha i Scotta Goffmana po opuszczeniu przez nich Midway Home Entertainment. Swingin 'Ape Studios specjalizowało się w tworzeniu gier wieloplatformowych. 18 listopada 2003 roku firma wydała grę Metal Arms: Glitch in the System przeznaczoną na konsole GameCube, Xbox i PlayStation 2; za jej dystrybucję odpowiadały Vivendi Universal i Sierra Entertainment. 21 kwietnia 2008 roku wydano port na Xbox 360. Była to jedyna gra wyprodukowana przez Swingin 'Ape Studios.
7 lipca 2004 roku firma zawarła umowę z Blizzard Entertainment mającą na celu wspólny rozwój wieloplatformowych tytułów opartych na licencji Blizzarda. Pierwszym projektem Swingin 'Ape Studios była gra StarCraft: Ghost, nad którą firma miała kontynuować prace po wycofaniu się Nihilistic Software. Wielu pracowników Swingin' Ape było zaprzyjaźnionych ze swoimi odpowiednikami w Blizzard, a biura obu firm były oddalone od siebie o zaledwie 20 min. jazdy samochodem. Wczesny rozwój gry przez Swingin' Ape przebiegał dobrze, ponieważ informacje zwrotne między dwoma studiami stały się bardziej regularne. 
16 maja 2005 Blizzard roku przejął firmę wraz z 40 pracownikami. Tym samym Swingin 'Ape stało się nowym zespołem konsolowym spółki z Irvine i miało kontynuować prace nad StarCraft: Ghost. Z kolei dyrektor generalny (CEO) i współzałożyciel firmy Steve Ranck został mianowany wiceprezesem ds. rozwoju konsolowego. W 2005 firma nadal kontynuowała prace nad Ghostem, który nawet został zaprezentowany na BlizzCon 2005, jednak mimo wysiłków załogi wydanie gry ponownie zostało opóźnione, tym razem do 2006 roku. Pod koniec kwietnia 2006 roku Blizzard postanowił ostatecznie zawiesić produkcję gry na czas nieokreślony; we wrześniu 2014 został oficjalnie anulowany. W tym momencie Swingin' Ape Studios działało jedynie jako oddział konsolowy Blizzarda, który jeszcze w tym samym roku został zamknięty; wówczas World of Warcraft osiągnął 8 milionów subskrybentów, w związku z czym potrzebował dodatkowego personelu. Niektórzy członkowie Swingin' Ape Studios dołączyli do „Team 2”, inni zostali zwolnieni lub odeszli.
W czerwcu 2014 roku Blizzard nabył znak towarowy Metal Arms.

## Gry
| Tytuł                            | Premiera          | Dodatkowe informacje | Platformy                    |
| -------------------------------- | ----------------- | --- | ---------------------------- |
| Metal Arms: Glitch in the System | 18 listopada 2003 | strzelanka trzecioosobowa | PS2, Xbox, NGC, Xbox 360     |
| StarCraft: Ghost                 | —                 | gra akcji, skradanka i strzelanka trzecioosobowa. Pod koniec kwietnia 2006 roku prace nad grą wstrzymano do odwołania, jednak ostatecznie w 2014 roku została ona oficjalnie anulowana. | planowano na: PS2, Xbox, NGC |